# Conseil insulaire de Majorque
Plaça de l'Hospital, 4
Centre Cultural la Misericòrdia
07012 Palma, Majorque.
Le Conseil insulaire de Majorque (en catalan : Consell Insular de Mallorca) ou de manière abrégée Conseil de Majorque (en catalan : Consell de Mallorca) est une institution de gouvernement de l'île de Majorque dans les îles Baléares.
Il a été créé en 1978 lors de l'approbation du régime des conseils insulaires et institué officiellement par le statut d'autonomie des îles Baléares en 1983. Son fonctionnement est réglementé par la loi des conseils insulaires et la législation du régime local, et ses compétences dérivent du statut d'autonomie et des compétences d'une députation provinciale dont il constitue une forme insulaire.

### Sources
1. ↑  , ondacero.es, 9 juillet 2023
2. ↑  , diariodemallorca.es, 28 mai 2023

- (ca) Cet article est partiellement ou en totalité issu de l’article de Wikipédia en catalan intitulé « Consell Insular de Mallorca » (voir la liste des auteurs).

- (es) Cet article est partiellement ou en totalité issu de l’article de Wikipédia en espagnol intitulé « Consejo Insular de Mallorca » (voir la liste des auteurs).